# Jagdgeschwader 7

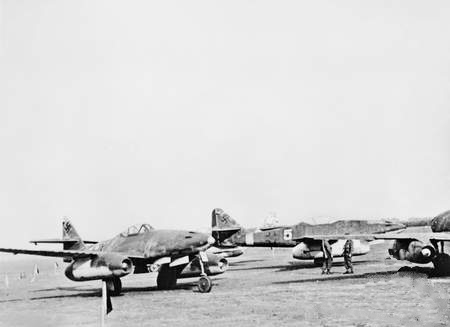
Durch die Alliierten erbeutete Me 262 (rechts) des JG 7 nach Kriegsende auf dem Fliegerhorst Faßberg

Das Jagdgeschwader 7 (JG 7) war ein Verband der deutschen Luftwaffe im Zweiten Weltkrieg. Es trug außerdem den Spitznamen „Nowotny“ nach dem österreichischen Jagdflieger und Luftwaffenoffizier Walter Nowotny.

## Geschichte
Der Stab des JG 7 wurde am 25. August 1944 im ostpreußischen Königsberg aus dem Stab des Kampfgeschwaders 1 aufgestellt.
Die I. Gruppe des JG 7 entstand am 25. August 1944 in Burg bei Magdeburg durch Umbenennung der II./KG 1. und wurde am 27. November 1944 zur II. Gruppe des JG 7; eine neue I. Gruppe in Königsberg wurde durch Umbenennung der II. Gruppe des Jagdgeschwaders 3 mit einem Gruppenstab und drei Staffeln neu aufgestellt, verfügte jedoch bis Jahresende über keine eigenen Flugzeuge.
Die II. Gruppe des JG 7 wurde am 25. August 1944 durch Umbenennung der III./KG 1 aufgestellt und am 24. November aus dem Geschwader als IV. Gruppe des Jagdgeschwaders 301 ausgegliedert. Die I./JG 7 wurde drei Tage später zur II./JG 7 umbenannt.
Die III. Gruppe des JG 7 entstand am 19. November 1944 in Lechfeld aus dem Erprobungskommando Nowotny. Am 3. Mai 1945 wurde der Jagdverband 44 noch in IV. Gruppe des Jagdgeschwaders 7 umbenannt und dem Geschwader unterstellt.

## Kommandeure

### Geschwaderkommodore
| Dienstgrad     | Name                  | Zeit             |
| -------------- | --------------------- | ---------------- |
| Oberstleutnant | Johannes Steinhoff    | August 1944      |
| Major          | Theodor Weissenberger | 1. Januar 1945   |
| Major          | Rudolf Sinner (i. V.) | 19. Februar 1945 |

### Gruppenkommandeure
I. Gruppe
- Hauptmann Gerhard Baeker, August 1944
- Major Theodor Weissenberger, 25. November 1944
- Major Erich Rudorffer, 14. Januar 1945
- Olt Fritz Stehle (i. V.), April 1945
- Major Wolfgang Späte, April 1945

II. Gruppe
- Major Hermann Staiger, 12. Januar 1945
- Hauptmann Burkhard, Februar 1945
- Major Hans Klemm, 15. April 1945 bis 8. Mai 1945

III. Gruppe
- Major Erich Hohagen, 19. November 1944
- Major Rudolf Sinner, 1. Januar 1945
- Hauptmann Johannes Naumann, 5. April 1945

IV. Gruppe
- Oberstleutnant Heinz Bär 3. Mai 1945

## Bekannte Geschwaderangehörige
- Albert Falderbaum (1913–1961), war ein deutscher Kunstflieger
- Johannes Steinhoff (1913–1994), war von 1966 bis 1970, als Generalleutnant der Luftwaffe der Bundeswehr, Inspekteur der Luftwaffe
- Fritz Wegner (1922–2007), war von 1981 bis 1983, als Generalleutnant der Luftwaffe der Bundeswehr, Kommandierender General des Luftflottenkommandos
- Walter Windisch (1924–2011), war von 1982 bis 1985, als Generalleutnant der Luftwaffe der Bundeswehr Stellvertreter des Generalinspekteurs der Bundeswehr
- Wolfgang Späte (1911–1997) war von 1956 bis 1962 Inspizient für Flugsicherheit der Luftwaffe der Bundeswehr.